# Liste des chapitres de Monster
Cet article est un complément de l’article sur le manga Monster. Il contient la liste des volumes du manga parus en presse à partir du tome 1, avec les chapitres qu’ils contiennent.

## Volumes reliés

### Édition standard
| no | Japonais          | Japonais      | Français          | Français   |
| no | Date de sortie    | ISBN          | Date de sortie    | ISBN       |
| --- | ----------------- | ------------- | ----------------- | ---------- |
| 1 | 30 juin 1995      | 4-09-183651-8 | 20 octobre 2001   | 287129366X |
| Titre du volume : Herr Doktor Tenma (ヘルＤｒ．テンマ, Heru Dokutā Tenma)Liste des chapitres : - Chapitre 1 : Herr Doktor Tenma (ヘルＤｒ．テンマ, Heru Dokutā Tenma) - Chapitre 2 : Tuer (ころして, Koroshite) - Chapitre 3 : La chute (転落, Tenraku) - Chapitre 4 : Frère-sœur (兄･妹, Ani-imōto) - Chapitre 5 : Une affaire de meurtre (殺人事件, Satsujinjiken) - Chapitre 6 : L'homme du BKA (ＢＫＡの男, BKA no Otoko) - Chapitre 7 : "Monster" (「モンスター」, "Monsutā") - Chapitre 8 : La nuit de l'exécution (処刑の夜, Shokei no Yoru) |                   |               |                   |            |
| 2 | 30 septembre 1995 | 4-09-183652-6 | 1er décembre 2001 | 2871293678 |
| Titre du volume : Surprise party (戦慄の誕生日, Senritsu no tanjō bi)Liste des chapitres : - Chapitre 9 : La jeune fille d'Heidelberg (ハイデルベルクの少女, Haideruberuku no shōjo) - Chapitre 10 : Le prince sur son cheval blanc (白馬の王子様, Hakuba no ōji-sama) - Chapitre 11 : L'article manquant (失踪記事, Shissō kiji) - Chapitre 12 : Surprise party (戦慄の誕生日, Senritsu no tanjōbi) - Chapitre 13 : Tragédie (惨劇の館, Sangeki no kan) - Chapitre 14 : Ce n'est pas votre faute (あなたは悪くない, Anata wa waruku nai) - Chapitre 15 : Recherché (追われる男, Owareru otoko) - Chapitre 16 : Le vieux soldat et la jeune fille (老兵と少女, Rōhei to shōjo) |                   |               |                   |            |
| 3 | 27 avril 1996     | 4-09-183653-4 | 9 mars 2002       | 2871294135 |
| Titre du volume : 511 Kinderheim (５１１キンダーハイム, 511 Kindāhaimu)Liste des chapitres : - Chapitre 17 : Passé effacé (消された過去, Kesareta kako) - Chapitre 18 : La règle de Lawyer (ローヤーの法則, Rōyā no hōsoku) - Chapitre 19 : 511 Kinderheim (５１１キンダーハイム, 511 Kindāhaimu) - Chapitre 20 : Project (プロジェクト, Purojekuto) - Chapitre 21 : Petite expérience (ささやかな実験, Sasayaka na jikken) - Chapitre 22 : Petra et Schumann (ペトラとシューマン, Petora to Shūman) - Chapitre 23 : Petra et Heinz (ペトラとハインツ, Petora to Haintsu) - Chapitre 24 : Un homme abandonné (残された男, Nokosareta otoko) |                   |               |                   |            |
| 4 | 30 août 1996      | 4-09-183654-2 | 8 juin 2002       | 2871294259 |
| Titre du volume : L'amie d'Ayse (アイシェの友達, Aishe no tomodachi)Liste des chapitres : - Chapitre 25 : Une femme délaissée (残された女, Nokosareta onna) - Chapitre 26 : Be My Baby (ビー・マイ・ベイビー, Bī Mai Beibī) - Chapitre 27 : Le professeur Gedriesh (ゲーデリッツ教授, Gēderittsu-kyōju) - Chapitre 28 : L'amie d'Ayse (アイシェの友達, Aishe no tomodachi) - Chapitre 29 : Les aveux de Wolf (ヴォルフの告白, Vorufu no kokuhaku) - Chapitre 30 : Le plat principal (メインディッシュ, Mein Disshu) - Chapitre 31 : Retrouvailles (再開, Saikai) - Chapitre 32 : Cinq cuillerées de sucre (五杯目の砂糖, Go haime no satō) |                   |               |                   |            |
| 5 | 2 avril 1997      | 4-09-183655-0 | 14 septembre 2002 | 2871294402 |
| Titre du volume : Après la fête (カーニバルのあと・・・, Kānibaru no ato…)Liste des chapitres : - Chapitre 33 : Les abysses du monstre (怪物の深淵, Kaibutsu no shinen) - Chapitre 34 : Le débarras de Jurgens (ユンゲルスの物置き, Yungerusu no mono oki) - Chapitre 35 : Après la fête (カーニバルのあと・・・, Kānibaru no ato…) - Chapitre 36 : Voyage à Freinsheim (フラハイムへの旅, Furahaimu e no tabi) - Chapitre 37 : Vacances heureuses (幸せな休日, Shiawase na kyūjitsu) - Chapitre 38 : Le canon de la vengeance (復讐の銃口, Fukushū no jūkō) - Chapitre 39 : Demain, il fera beau (明日は晴れる, Ashita wa hareru) - Chapitre 40 : Les espoirs de Runge (ルンゲの期待, Runge no kitai) - Chapitre 41 : Le piège de Runge (ルンゲの罠, Runge no wana) |                   |               |                   |            |
| 6 | 30 mai 1997       | 4-09-183656-9 | 7 décembre 2002   | 2871294844 |
| Titre du volume : La forêt des secrets (秘密の森, Himitsu no mori)Liste des chapitres : - Chapitre 42 : Duel (対決, Taiketsu) - Chapitre 43 : Au fond du trou (転落の果て, Tenraku no hate) - Chapitre 44 : La révélation d'Eva (エヴァの告白, Eva no kokuhaku) - Chapitre 45 : Repas entre hommes (男達の食卓, Otoko-tachi no shokutaku) - Chapitre 46 : L'ennemi invisible (見えざる敵, Miezaru teki) - Chapitre 47 : Le jeune homme du mardi (火曜日の青年, Kayōbi no seinen) - Chapitre 48 : Le jeune homme du jeudi (木曜日の青年, Mokuyōbi no seinen) - Chapitre 49 : Mystère en suspens (残された謎, Nokosare ta nazo) - Chapitre 50 : La forêt des secrets (秘密の森, Himitsu no mori) |                   |               |                   |            |
| 7 | 30 octobre 1997   | 4-09-183657-7 | 1er février 2004  | 2871294976 |
| Titre du volume : Richard (リヒァルト, Rihiaruto)Liste des chapitres : - Chapitre 51 : Richard (リヒァルト, Rihiaruto) - Chapitre 52 : La preuve matérielle (証拠の品, Shōko no shina) - Chapitre 53 : En pleine lumière (白日の下に, Hakujitsu no shita ni) - Chapitre 54 : Une seule affaire (ただ一つの事件, Tada hitotsu no jiken) - Chapitre 55 : À la rencontre de Johann (ヨハンへの旅, Yohan e no tabi) - Chapitre 56 : L'exécution (処刑, Shokei) - Chapitre 57 : La décision (ある決意, Aru ketsui) - Chapitre 58 : Les journées de Leichwein (ライヒワインの日々, Raihiwain no hibi) - Chapitre 59 : Vers la lumière (白日の下へ, Hakujitsu no shita e) |                   |               |                   |            |
| 8 | 26 février 1998   | 4-09-183658-5 | 5 avril 2003      | 2871295166 |
| Titre du volume : Mon héros sans nom (名なしのヒーロー, Nanashi no hīrō)Liste des chapitres : - Chapitre 60 : Pièces à conviction (立証可能, Risshō kanō) - Chapitre 61 : Après la fête (パーティーのあと, Pātī no ato) - Chapitre 62 : Le sanctuaire (聖域, Seīki) - Chapitre 63 : Jeux d'enfants (子どもの情景, Kodomo no jōkei) - Chapitre 64 : L'héritage de l'humanité (人類の財産, Jinrui no zaisan) - Chapitre 65 : Au fin fond de l'obscurité (闇の果て, Yami no hate) - Chapitre 66 : Va vers la lumière (光を当てろ, Hikari o atero) - Chapitre 67 : Je suis Tenma (私はテンマ, Watashi wa Tenma) - Chapitre 68 : Mon héros sans nom (名なしのヒーロー, Nanashi no hīrō) |                   |               |                   |            |
| 9 | 30 mai 1998       | 4-09-183659-3 | 7 juin 2003       | 287129528X |
| Titre du volume : Un monstre sans nom (なまえのないかいぶつ, Namae no nai kaibutsu)Liste des chapitres : - Chapitre 69 : L'adieu au monstre (さらなる怪物, Saranaru kaibutsu) - Chapitre 70 : Le monstre du chaos (混沌の怪物, Konton no kaibutsu) - Chapitre 71 : Un monstre sans nom (なまえのないかいぶつ, Namae no nai kaibutsu) - Chapitre 72 : Le banquet des fourmis (蟻たちの饗宴, Ari-tachi no kyōen) - Chapitre 73 : Le diable dans les yeux (我が目の悪魔, Waga me no akuma) - Chapitre 74 : Lettre d'une mère (母からの手紙, Haha kara no tegami) - Chapitre 75 : Les cicatrices du cœur (心の痕跡, Kokoro no konseki) - Chapitre 76 : L'enfer au fond des yeux (目の中の地獄, Me no naka no jigoku) - Chapitre 77 : Les grenouilles du pays féerique (おとぎの国のカエル, O togi no kuni no kaeru)                                                                                      |                   |               |                   |            |
| 10 | 30 octobre 1998   | 4-09-183660-7 | 6 septembre 2003  | 2871295476 |
| Titre du volume : Pique-nique (ピクニック, Pikunikku)Liste des chapitres : - Chapitre 78 : Grimmer (グリマー, Gurimā) - Chapitre 79 : Pique-nique (ピクニック, Pikunikku) - Chapitre 80 : Le fantôme du 511 (５１１の亡霊, 511 no bōrei) - Chapitre 81 : Une nouvelle expérience (新たなる実験, Arata naru jikken) - Chapitre 82 : La clé (鍵, Kagi) - Chapitre 83 : Les aventures de "Magnificient Steiner" (超人シュタイナーの冒険, Chōjin Shutainā no bōken) - Chapitre 84 : Inspecteur Suk (スーク刑事, Sūku-keiji) - Chapitre 85 : Enquête secrète (極秘調査, Gokuhi chōsa) - Chapitre 86 : Un précieux objet (大切な物, Taisetsu na mono) |                   |               |                   |            |
| 11 | 30 mars 1999      | 4-09-185271-8 | 1er novembre 2003 | 2871295549 |
| Titre du volume : L'angle mort (死角, Shikaku)Liste des chapitres : - Chapitre 87 : Deux obscurités (二つの闇, Futatsu no yami) - Chapitre 88 : L'image du monstre (怪物の残像, Kaibutsu no zanzō) - Chapitre 89 : Playback (録音再生, Rokuon saisei) - Chapitre 90 : Intersection (接点, Setten) - Chapitre 91 : L'angle mort (死角, Shikaku) - Chapitre 92 : Les souvenirs de "Magnificient Steiner" (超人シュタイナーの思い出, Chōjin Shutainā no omoide) - Chapitre 93 : Souvenirs de chocolat (ココアの記憶, Kokoa no kioku) - Chapitre 94 : La porte du cauchemar (悪夢の扉, Akumu no tobira) - Chapitre 95 : La chose la plus effrayante (一番怖いもの, Ichiban kowai mono) |                   |               |                   |            |
| 12 | 30 juin 1999      | 4-09-185272-6 | 10 janvier 2004   | 2871296006 |
| Titre du volume : La villa des roses (バラの屋敷, Bara no yashiki)Liste des chapitres : - Chapitre 96 : Longues vacances (長い休暇, Nagai kyūka) - Chapitre 97 : La bande des petits détectives (少年探偵団, Shōnen tantei dan) - Chapitre 98 : La chose la plus cruelle au monde (一番残酷なこと, Ichiban zankoku na koto) - Chapitre 99 : Ville frontalière (国境の街, Kokkyō no machi) - Chapitre 100 : La villa des roses (バラの屋敷, Bara no yashiki) - Chapitre 101 : La porte refermée (開かずの扉, Hiraka zu no tobira) - Chapitre 102 : Longue séparation (長いお別れ, Nagai o wakare) - Chapitre 103 : À la recherche d'Helenka (ヘレンカを捜して, Herenka o sagashi te) - Chapitre 104 : Ceux qui restent (残された人々, Nokosare ta hitobito) |                   |               |                   |            |
| 13 | 29 février 2000   | 4-09-185273-4 | 6 mars 2004       | 2871296154 |
| Titre du volume : Évasion (脱走, Dassō)Liste des chapitres : - Chapitre 105 : La lettre d'amour du monstre (怪物のラブレター, Kaibutsu no raburetā) - Chapitre 106 : L'évadé (脱獄囚, Datsugoku shū) - Chapitre 107 : L'avocat (弁護士, Bengoshi) - Chapitre 108 : Le témoin (目撃者, Mokugeki sha) - Chapitre 109 : La décision (決意, Ketsui) - Chapitre 110 : Des sandwiches pleins de terre (泥だらけのサンドイッチ, Doro darake no sandoitchi) - Chapitre 111 : Hélène et Gustav (ヘレーネとグスタフ, Herēne to Gusutafu) - Chapitre 112 : Évasion (脱走, Dassō) - Chapitre 113 : Chambre 402 (４０２号室, 402 gō shitsu) |                   |               |                   |            |
| 14 | 30 juin 2000      | 4-09-185274-2 | 1er mai 2004      | 2871296251 |
| Titre du volume : Cette nuit-là (あの日の夜, Ano hi no yoru)Liste des chapitres : - Chapitre 114 : Fils d'espion (スパイの子, Supai no ko) - Chapitre 115 : Le voyage sans fin (終わらない旅, Owaranai tabi) - Chapitre 116 : Le marionnettiste (人形使い, Ningyō zukai) - Chapitre 117 : Les enfants de la classe de lecture (朗読会の子供たち, Rōdoku kai no kodomo-tachi) - Chapitre 118 : Cette nuit-là (あの日の夜, Ano hi no yoru) - Chapitre 119 : Ce qu'a vu Johann (ヨハンの見た風景, Yohan no mi ta fūkei) - Chapitre 120 : De bons souvenirs (楽しい思い出, Tanoshī omoide) - Chapitre 121 : Un sale boulot (いやな仕事, Iya na shigoto) - Chapitre 122 : La pire des cravates (最悪なネクタイ, Saiaku na nekutai) |                   |               |                   |            |
| 15 | 30 octobre 2000   | 4-09-185275-0 | 3 juillet 2004    | 2871296367 |
| Titre du volume : La porte de la mémoire (記憶の扉, Kioku no tobira)Liste des chapitres : - Chapitre 123 : The party is over (パーティー イズ オーバー, Pātī izu ōbā) - Chapitre 124 : L'homme qui vit le diable (悪魔を見た男, Akuma o mi ta otoko) - Chapitre 125 : L'ami du diable (悪魔の友だち, Akuma no tomodachi) - Chapitre 126 : L'homme qui en savait trop (知りすぎた男, Shirisugi ta otoko) - Chapitre 127 : Tristes retrouvailles (悲しみの再会, Kanashimi no saikai) - Chapitre 128 : La mémoire de Nina (ニナの記憶朗, Nina no kioku) - Chapitre 129 : Les souvenirs de la classe de lecture (読会の思い出, Rōdoku kai no omoide) - Chapitre 130 : La porte de la mémoire (記憶の扉, Kioku no tobira) - Chapitre 131 : Un repas agréable (楽しい食卓, Tanoshī shokutaku) |                   |               |                   |            |
| 16 | 28 février 2001   | 4-09-185276-9 | 25 septembre 2004 | 2871296472 |
| Titre du volume : Je t'attendais (おかえり, Okaeri)Liste des chapitres : - Chapitre 132 : Par-delà les toits (屋根の向こうまで, Yane no mukō made) - Chapitre 133 : La réponse de l'amitié (友情の答え, Yūjō no kotae) - Chapitre 134 : Taxi Driver (タクシードライバー, Takushī Doraibā) - Chapitre 135 : Des meurtres sans rapport (無関係な殺人, Mukankei na satsujin) - Chapitre 136 : La dépression du "Bébé" (赤ん坊の憂うつ, Akanbō no yūutsu) - Chapitre 137 : Les pas de la terreur (恐怖の足音, Kyōfu no ashioto) - Chapitre 138 : Sur les traces de Johann (ヨハンの足跡, Yohan no ashiato) - Chapitre 139 : Tuerie (殺し合い, Koroshiai) - Chapitre 140 : Papa et Maman (父さん母さん, Tōsan-kāsan) - Chapitre 141 : Je t'attendais (おかえり, Okaeri) |                   |               |                   |            |
| 17 | 30 août 2001      | 4-09-185277-7 | 1er novembre 2004 | 2871296596 |
| Titre du volume : C'est moi (ただいま, Tada ima)Liste des chapitres : - Chapitre 142 : C'est moi (ただいま, Tada ima) - Chapitre 143 : Là où je dois aller (行くべきところ, Iku beki tokoro) - Chapitre 144 : Ruhenheim (ルーエンハイム, Rūenhaimu) - Chapitre 145 : Un coup de feu silencieux (静かなる銃声, Shizuka naru jūsei) - Chapitre 146 : La maison du vampire (吸血鬼の家, Kyūketsuki no ie) - Chapitre 147 : La ville de tous les soupçons (疑心暗鬼の町, Gishinanki no machi) - Chapitre 148 : Un suicide parfait (完全な自殺, Kanzen na jisatsu) - Chapitre 149 : Une maison tranquille (安らぎの家, Yasuragi no ie) - Chapitre 150 : La ville du massacre (殺戮の町, Satsuriku no machi) - Chapitre 151 : Des souvenirs que je ne veux pas oublier (忘れたくない記憶, Wasure taku nai kioku)                                                                                           |                   |               |                   |            |
| 18 | 28 février 2002   | 4-09-185278-5 | 21 janvier 2005   | 2871297053 |
| Titre du volume : Scène d'apocalypse (終わりの風景, Owari no fūkei)Liste des chapitres : - Chapitre 152 : Un être imaginaire (架空の人間, Kakū no ningen) - Chapitre 153 : La fin des vacances (休暇の終わり, Kyūka no owari) - Chapitre 154 : Le cri de Grimmer (グリマーの叫び, Gurimā no sakebi) - Chapitre 155 : La colère de Magnificient Steiner (超人シュタイナーの怒り, Chōjin shutainā no ikari) - Chapitre 156 : L'homme sans nom (名前のない男, Namae no nai otoko) - Chapitre 157 : Un dessin impossible à faire (描けない絵, Egake nai e) - Chapitre 158 : Ne pleure pas (泣かないで, Naka nai de) - Chapitre 159 : Scène d'apocalypse (終わりの風景, Owari no fūkei) - Chapitre 160 : Ceux qui vivent (命ある者たち, Inochi aru mono-tachi) - Chapitre 161 : Et la vie continue (明日はくる, Ashita wa kuru) - Dernier chapitre : Le véritable monstre (本当の怪物, Hontō no kaibutsu) |                   |               |                   |            |

### Édition intégrale
| no | Japonais        | Japonais      | Français        | Français          |
| no | Date de sortie  | ISBN          | Date de sortie  | ISBN              |
| -- | --------------- | ------------- | --------------- | ----------------- |
| 1  | 30 janvier 2008 | 9784091817907 | 5 novembre 2010 | 978-2-5050-0999-3 |
| 2  | 30 janvier 2008 | 9784091818027 | 5 novembre 2010 | 978-2-5050-1000-5 |
| 3  | 29 février 2008 | 9784091818034 | 4 février 2011  | 978-2-5050-1059-3 |
| 4  | 28 mars 2008    | 9784091818041 | 6 mai 2011      | 978-2-5050-1096-8 |
| 5  | 26 avril 2008   | 9784091818058 | 26 août 2011    | 978-2-5050-1213-9 |
| 6  | 30 mai 2008     | 9784091818065 | 2 décembre 2011 | 978-2-5050-1264-1 |
| 7  | 30 juin 2008    | 9784091818072 | 20 janvier 2012 | 978-2-5050-1398-3 |
| 8  | 30 juillet 2008 | 9784091818089 | 27 avril 2012   | 978-2-5050-1492-8 |
| 9  | 29 août 2008    | 9784091818096 | 24 août 2012    | 978-2-5050-1526-0 |

### Shogakukan
Édition standard
1. 1 2  Tome 1
2. 1 2  Tome 2
3. 1 2  Tome 3
4. 1 2  Tome 4
5. 1 2  Tome 5
6. 1 2  Tome 6
7. 1 2  Tome 7
8. 1 2  Tome 8
9. 1 2  Tome 9
10. 1 2  Tome 10
11. 1 2  Tome 11
12. 1 2  Tome 12
13. 1 2  Tome 13
14. 1 2  Tome 14
15. 1 2  Tome 15
16. 1 2  Tome 16
17. 1 2  Tome 17
18. 1 2  Tome 18

Édition intégrale
1. 1 2  Tome 1
2. 1 2  Tome 2
3. 1 2  Tome 3
4. 1 2  Tome 4
5. 1 2  Tome 5
6. 1 2  Tome 6
7. 1 2  Tome 7
8. 1 2  Tome 8
9. 1 2  Tome 9

### Manga Kana
Édition standard
1. 1 2  Tome 1
2. 1 2  Tome 2
3. 1 2  Tome 3
4. 1 2  Tome 4
5. 1 2  Tome 5
6. 1 2  Tome 6
7. 1 2  Tome 7
8. 1 2  Tome 8
9. 1 2  Tome 9
10. 1 2  Tome 10
11. 1 2  Tome 11
12. 1 2  Tome 12
13. 1 2  Tome 13
14. 1 2  Tome 14
15. 1 2  Tome 15
16. 1 2  Tome 16
17. 1 2  Tome 17
18. 1 2  Tome 18

Édition intégrale
1. 1 2  Tome 1
2. 1 2  Tome 2
3. 1 2  Tome 3
4. 1 2  Tome 4
5. 1 2  Tome 5
6. 1 2  Tome 6
7. 1 2  Tome 7
8. 1 2  Tome 8
9. 1 2  Tome 9